# Sean Paul/Auszeichnungen für Musikverkäufe

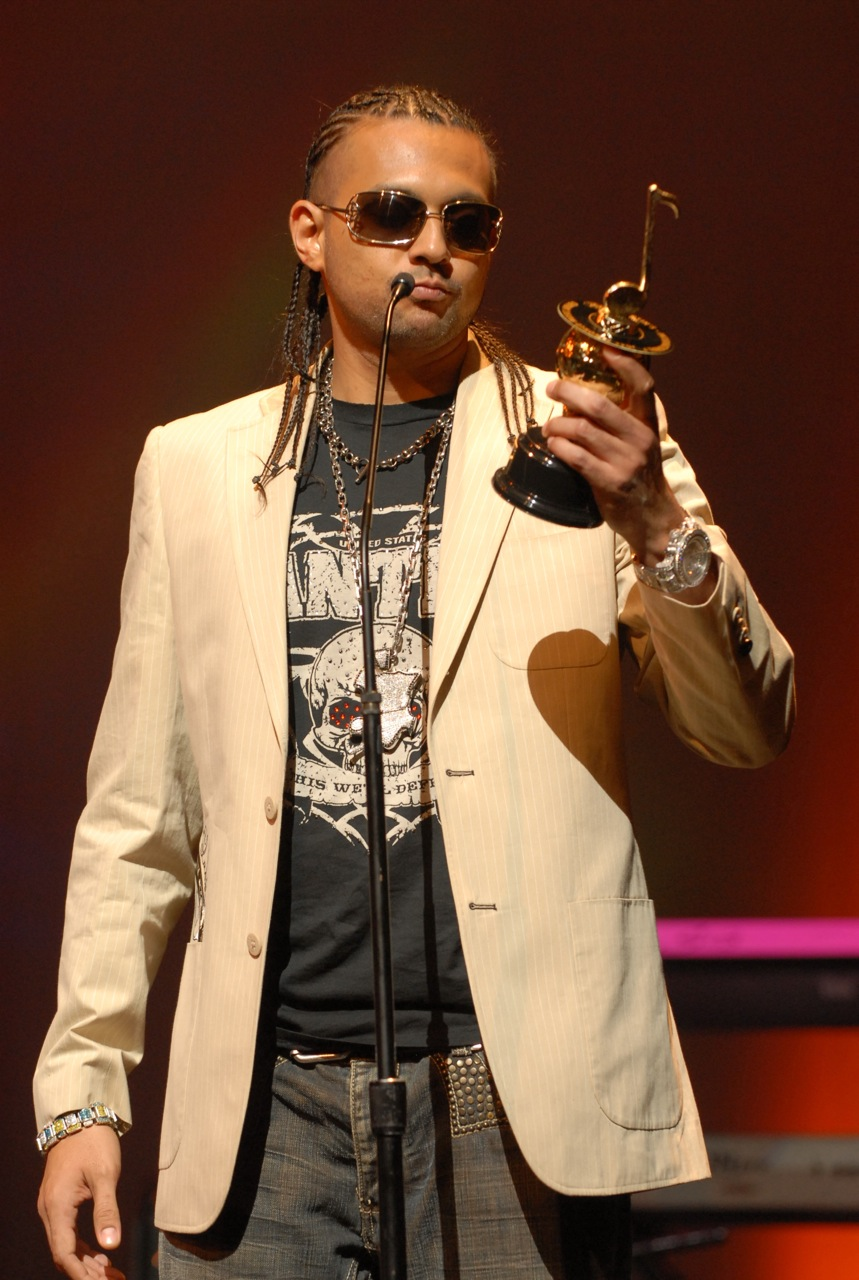
Sean Paul (2007)

Dies ist eine Übersicht über die Auszeichnungen für Musikverkäufe des jamaikanischen Dancehall-Sängers Sean Paul. Die Auszeichnungen finden sich nach ihrer Art (Gold, Platin usw.), nach Staaten getrennt in chronologischer Reihenfolge, geordnet sowie nach den Tonträgern selbst, ebenfalls in chronologischer Reihenfolge, getrennt nach Medium (Alben, Singles usw.), wieder.

## Auszeichnungen
| - Frankreich - 2003: für die Single Get Busy - Vereinigtes Königreich - 2017: für die Single Make My Love Go - 2019: für die Single Other Side of Love - 2019: für die Single Gimme the Light - 2022: für die Single Summer Paradise - 2024: für die Single (When You Gonna) Give It Up to Me - Argentinien - 2003: für das Album Dutty Rock - Australien - 2003: für das Album Dutty Rock - 2003: für die Single Get Busy - 2003: für die Single Breathe - 2006: für die Single Temperature - 2006: für die Single Get Busy (Odd Mob Club Mix) - Belgien - 2003: für die Single Get Busy - 2006: für das Album The Trinity - Brasilien - 2022: für die Single Baby Boy - 2024: für die Single Hey DJ (Remix) - Dänemark - 2004: für das Album Dutty Rock - 2007: für die Single We Be Burnin’ - 2020: für die Single Mad Love - 2021: für die Single Get Busy - 2023: für die Single Baby Boy - 2024: für die Single Breathe - Deutschland - 2006: für das Album The Trinity - 2013: für die Single We Be Burnin’ - 2013: für die Single She Makes Me Go - 2013: für die Single Summer Paradise - 2017: für die Single Bailando - 2018: für die Single Mad Love - 2022: für die Single Baby Boy - 2022: für die Single Breathe - 2023: für die Single Make My Love Go - 2024: für das Album Tomahawk Technique - Frankreich - 2009: für das Album Imperial Blaze - 2012: für das Album Tomahawk Technique - 2023: für die Single Dynamite - 2024: für die Single Boasty - 2025: für die Single Go Down Deh - Irland - 2005: für das Album The Trinity - Italien - 2019: für die Single Hey DJ (Remix) - 2019: für die Single She Doesn’t Mind (Atlantic Records) - 2021: für die Single Boca - Japan - 2014: für die Single Get Busy (Digital) - 2014: für die Single We Be Burnin’ (Digital) - 2014: für die Single Temperature (Digital) - 2025: für das Streaming Rockabye - Kanada - 2003: für die Single Gimme the Light (Physisch) - 2003: für die Single Like Glue (Physisch) - 2006: für die Single We Be Burnin’ (Download) - 2016: für die Autorenbeteiligung 2 On (Tinashe) - 2019: für die Single Body - 2019: für die Single Got 2 Luv U - 2019: für die Single So Fine - 2019: für die Single (When You Gonna) Give It Up to Me - Mexiko - 2004: für das Album Dutty Rock - 2023: für die Single Cheap Thrills (Remix) - Neuseeland - 2004: für das Album Dutty Rock - 2015: für die Single What About Us - 2023: für das Album The Trinity - Niederlande - 2003: für das Album Dutty Rock - 2016: für die Single Hair - Norwegen - 2003: für die Single Breathe - 2004: für das Album Dutty Rock - Österreich - 2003: für die Single Get Busy - 2003: für das Album Dutty Rock - 2012: für die Single Got 2 Luv U - 2012: für die Single Summer Paradise - Polen - 2017: für die Single Ebony Eyes - 2017: für die Single Lay You Down Easy - Portugal - 2019: für die Single Bailando - 2020: für die Single Fuego - Schweden - 2003: für das Album Dutty Rock - 2003: für die Single Get Busy - 2016: für die Single Make My Love Go - Schweiz - 2003: für die Single Get Busy - 2005: für das Album The Trinity - 2012: für das Album Tomahawk Technique - 2013: für die Single Temperature - 2013: für die Single She Makes Me Go - Spanien - 2003: für das Album Dutty Rock - 2012: für die Single Got 2 Luv U - 2024: für die Single Hey DJ (Remix) - 2024: für die Single She Doesn’t Mind - 2024: für die Single Temperature - 2024: für das Lied Buscando huellas - 2024: für die Single Get Busy - Vereinigte Staaten - 2006: für den Mastertone We Be Burnin’ - 2006: für den Mastertone (When You Gonna) Give It Up to Me - 2015: für die Single Break It Off - Vereinigtes Königreich - 2021: für die Single Mad Love - 2022: für die Single Like Glue - 2022: für die Single Do You Remember - 2022: für die Single Got 2 Luv U - 2022: für die Autorenbeteiligung 2 On (Tinashe) - 2024: für die Single We Be Burnin’ - 2024: für die Single I’m Still in Love with You | - Frankreich - 2004: für das Album Dutty Rock - Australien - 2010: für die Single Do You Remember - 2011: für die Single Got 2 Luv U - 2018: für die Autorenbeteiligung 2 On (Tinashe) - Belgien - 2016: für die Single Bailando - Dänemark - 2012: für das Streaming She Doesn’t Mind - 2012: für das Streaming Summer Paradise - 2023: für die Single No Lie - 2024: für die Single Temperature - Deutschland - 2004: für das Album Dutty Rock - 2012: für die Single Got 2 Luv U - 2023: für die Single Get Busy - 2024: für die Single Temperature - Europa - 2007: für das Album The Trinity - Frankreich - 2020: für die Single Mad Love - 2021: für die Single Dancing on Dangerous - 2024: für die Single Hey DJ (Remix) - Irland - 2016: für die Single Cheap Thrills (Remix) - Italien - 2012: für die Single Summer Paradise - 2019: für die Single Mad Love - 2019: für die Single Contra la pared - 2021: für die Single Dancing on Dangerous - 2024: für die Single Temperature - 2024: für die Single Get Busy - 2024: für die Single She Doesn’t Mind (WM Germany) - Japan - 2003: für das Album Dutty Rock - 2006: für das Album The Trinity - Kanada - 2006: für das Album The Trinity - 2006: für den Ringtone (When You Gonna) Give It Up to Me - 2017: für die Single Lay You Down Easy - 2019: für die Single Mad Love - 2019: für die Single No Lie - 2019: für die Single She Doesn’t Mind - 2021: für die Single Baby Boy - 2024: für die Single Go Down Deh - Mexiko - 2019: für die Single Contra la pared - Neuseeland - 2018: für die Single Hair - 2022: für die Single Baby Boy - 2022: für die Single Get Busy - 2022: für die Single Do You Remember - 2024: für die Single Breathe - Niederlande - 2016: für die Single Make My Love Go - 2017: für die Single Trumpets - 2017: für die Single No Lie - Norwegen - 2004: für die Single Get Busy - Österreich - 2016: für die Single She Doesn’t Mind - 2016: für die Single Cheap Thrills (Remix) - 2019: für die Single Rockabye - 2024: für die Single No Lie - Polen - 2023: für das Album Mad Love: The Prequel - 2024: für die Single Go Down Deh - Portugal - 2022: für die Single No Lie - 2022: für die Single Hey DJ (Remix) - Schweden - 2012: für die Single She Doesn’t Mind - 2014: für die Single Bailando - Schweiz - 2004: für das Album Dutty Rock - 2013: für die Single Summer Paradise - Spanien - 2018: für die Single Mad Love - 2024: für die Single No Lie - 2024: für das Lied Kármika - Vereinigte Staaten - 2006: für den Mastertone Baby Boy - 2014: für die Autorenbeteiligung 2 On (Tinashe) - 2017: für die Single Get Busy - 2017: für die Single We Be Burnin’ - 2022: für das Lied Shake Señora - Vereinigtes Königreich - 2017: für die Single Hair - 2019: für die Single Dangerous Love - 2020: für die Single Boasty - 2020: für die Single She Doesn’t Mind - 2020: für die Single What About Us - 2021: für die Single Súbeme la radio (Remix) - 2023: für die Single Baby Boy - 2024: für die Single Bailando - 2024: für das Album The Trinity - 2025: für das Album Dutty Classics Collection - Deutschland - 2012: für die Single She Doesn’t Mind - 2022: für die Single No Lie - Australien - 2012: für die Single Summer Paradise - Belgien - 2017: für die Single Rockabye - Brasilien - 2024: für die Single Mad Love - Deutschland - 2019: für die Single Rockabye - Europa - 2014: für das Album Dutty Rock - Frankreich - 2006: für das Album The Trinity - Kanada - 2015: für die Single Bailando - 2019: für die Single Get Busy - Neuseeland - 2023: für die Single Temperature - 2023: für die Single No Lie - Polen - 2020: für die Single Mad Love - Portugal - 2019: für die Single Cheap Thrills (Remix) - 2019: für die Single Rockabye - Schweiz - 2012: für die Single Got 2 Luv U - 2012: für die Single She Doesn’t Mind - 2017: für die Single Rockabye - Spanien - 2019: für die Single Contra la pared - 2024: für die Single Niña bonita - Vereinigte Staaten - 2006: für den Mastertone Temperature - 2017: für die Single Do You Remember - 2024: für das Album The Trinity - 2024: für die Single Baby Boy - Vereinigtes Königreich - 2022: für die Single No Lie - 2022: für die Single Breathe - 2023: für die Single Temperature - 2025: für die Single Get Busy - Zentralamerika - 2024: für die Single Niña bonita | - Australien - 2023: für die Single Baby Boy - Belgien - 2017: für die Single Cheap Thrills (Remix) - Dänemark - 2024: für die Single Rockabye - Kanada - 2003: für das Album Dutty Rock - 2007: für den Ringtone Temperature - 2014: für die Single Summer Paradise - 2019: für die Single Temperature - 2021: für die Single Cheap Thrills (Remix) - Polen - 2020: für die Single No Lie - Vereinigte Staaten - 2016: für die Single Passion Whine (Latin) - 2017: für die Single Temperature - 2018: für die Single Rockabye - 2019: für die Single Contra la pared (Latin) - 2022: für das Album Dutty Rock - Vereinigtes Königreich - 2021: für das Album Dutty Rock - Australien - 2016: für die Single Cheap Thrills (Remix) - Dänemark - 2022: für die Single Cheap Thrills (Remix) - Italien - 2018: für die Single No Lie - Neuseeland - 2023: für die Single Rockabye - Norwegen - 2017: für die Single Rockabye - Schweden - 2016: für die Single Cheap Thrills (Remix) - Spanien - 2017: für die Single Rockabye - Vereinigte Staaten - 2017: für die Single Bailando - 2024: für die Single Niña bonita (Latin) - Vereinigtes Königreich - 2023: für die Single Rockabye - Australien - 2018: für die Single Rockabye - Niederlande - 2018: für die Single Rockabye - Spanien - 2017: für die Single Cheap Thrills (Remix) - Vereinigtes Königreich - 2023: für die Single Cheap Thrills (Remix) - Neuseeland - 2023: für die Single Cheap Thrills (Remix) - Italien - 2018: für die Single Rockabye - Kanada - 2023: für die Single Rockabye - Vereinigte Staaten - 2024: für die Single Cheap Thrills (Remix) - Brasilien - 2024: für die Single Fuego - 2024: für die Single No Lie - Deutschland - 2018: für die Single Cheap Thrills (Remix) - Frankreich - 2017: für die Single Rockabye - 2022: für die Single No Lie - Italien - 2017: für die Single Cheap Thrills (Remix) - Kanada - 2018: für die Single Cheap Thrills (Remix) - Mexiko - 2023: für die Single Cheap Thrills (Remix) - Polen - 2016: für die Single Cheap Thrills (Remix) - Polen - 2021: für die Single Rockabye |

## Auszeichnungen nach Alben

### Dutty Rock
| Land/Region                  | Auszeichnungen für Musikverkäufe (Land/Region, Auszeichnung, Verkäufe) | Verkäufe  |
| ---------------------------- | ---------------------------------------------------------------------- | --------- |
| Argentinien (CAPIF)          | Gold                                                                   | 20.000    |
| Australien (ARIA)            | Gold                                                                   | 35.000    |
| Dänemark (IFPI)              | Gold                                                                   | (25.000)  |
| Deutschland (BVMI)           | Platin                                                                 | (300.000) |
| Europa (IFPI)                | 2× Platin                                                              | 2.000.000 |
| Frankreich (SNEP)            | 2× Gold                                                                | (200.000) |
| Japan (RIAJ)                 | Platin                                                                 | 250.000   |
| Kanada (MC)                  | 3× Platin                                                              | 300.000   |
| Mexiko (AMPROFON)            | Gold                                                                   | 75.000    |
| Neuseeland (RMNZ)            | Gold                                                                   | 7.500     |
| Niederlande (NVPI)           | Gold                                                                   | (40.000)  |
| Norwegen (IFPI)              | Gold                                                                   | 20.000    |
| Österreich (IFPI)            | Gold                                                                   | (10.000)  |
| Schweden (IFPI)              | Gold                                                                   | (30.000)  |
| Schweiz (IFPI)               | Platin                                                                 | (40.000)  |
| Spanien (Promusicae)         | Gold                                                                   | (50.000)  |
| Vereinigte Staaten (RIAA)    | 3× Platin                                                              | 3.000.000 |
| Vereinigtes Königreich (BPI) | 3× Platin                                                              | (900.000) |
| Insgesamt                    | 12× Gold · 14× Platin ·                                                | 5.707.500 |

### The Trinity
| Land/Region                  | Auszeichnungen für Musikverkäufe (Land/Region, Auszeichnung, Verkäufe) | Verkäufe  |
| ---------------------------- | ---------------------------------------------------------------------- | --------- |
| Belgien (BRMA)               | Gold                                                                   | (25.000)  |
| Deutschland (BVMI)           | Gold                                                                   | (100.000) |
| Europa (IFPI)                | Platin                                                                 | 1.000.000 |
| Frankreich (SNEP)            | 2× Platin                                                              | (400.000) |
| Irland (IRMA)                | Gold                                                                   | (7.500)   |
| Japan (RIAJ)                 | Platin                                                                 | 250.000   |
| Kanada (MC)                  | Platin                                                                 | 100.000   |
| Neuseeland (RMNZ)            | Gold                                                                   | 7.500     |
| Schweiz (IFPI)               | Gold                                                                   | (20.000)  |
| Vereinigte Staaten (RIAA)    | 2× Platin                                                              | 2.000.000 |
| Vereinigtes Königreich (BPI) | Platin                                                                 | (300.000) |
| Insgesamt                    | 5× Gold · 8× Platin ·                                                  | 3.357.500 |

### Imperial Blaze
| Land/Region       | Auszeichnungen für Musikverkäufe (Land/Region, Auszeichnung, Verkäufe) | Verkäufe |
| ----------------- | ---------------------------------------------------------------------- | -------- |
| Frankreich (SNEP) | Gold                                                                   | 50.000   |
| Insgesamt         | 1× Gold ·                                                              | 50.000   |

### Tomahawk Technique
| Land/Region        | Auszeichnungen für Musikverkäufe (Land/Region, Auszeichnung, Verkäufe) | Verkäufe |
| ------------------ | ---------------------------------------------------------------------- | -------- |
| Frankreich (SNEP)  | Gold                                                                   | 50.000   |
| Deutschland (BVMI) | Gold                                                                   | 100.000  |
| Schweiz (IFPI)     | Gold                                                                   | 15.000   |
| Insgesamt          | 3× Gold ·                                                              | 165.000  |

### Dutty Classics Collection
| Land/Region                  | Auszeichnungen für Musikverkäufe (Land/Region, Auszeichnung, Verkäufe) | Verkäufe |
| ---------------------------- | ---------------------------------------------------------------------- | -------- |
| Vereinigtes Königreich (BPI) | Platin                                                                 | 300.000  |
| Insgesamt                    | 1× Platin ·                                                            | 300.000  |

### Mad Love: The Prequel
| Land/Region  | Auszeichnungen für Musikverkäufe (Land/Region, Auszeichnung, Verkäufe) | Verkäufe |
| ------------ | ---------------------------------------------------------------------- | -------- |
| Polen (ZPAV) | Platin                                                                 | 20.000   |
| Insgesamt    | 1× Platin ·                                                            | 20.000   |

## Auszeichnungen nach Singles

### Gimme the Light
| Land/Region                  | Auszeichnungen für Musikverkäufe (Land/Region, Auszeichnung, Verkäufe) | Verkäufe |
| ---------------------------- | ---------------------------------------------------------------------- | -------- |
| Kanada (MC)                  | Gold                                                                   | 5.000    |
| Vereinigtes Königreich (BPI) | Silber                                                                 | 200.000  |
| Insgesamt                    | 1× Silber · 1× Gold ·                                                  | 205.000  |

### Get Busy
| Land/Region                  | Auszeichnungen für Musikverkäufe (Land/Region, Auszeichnung, Verkäufe) | Verkäufe  |
| ---------------------------- | ---------------------------------------------------------------------- | --------- |
| Australien (ARIA)            | Gold                                                                   | 35.000    |
| Belgien (BRMA)               | Gold                                                                   | 25.000    |
| Dänemark (IFPI)              | Gold                                                                   | 45.000    |
| Deutschland (BVMI)           | Platin                                                                 | 300.000   |
| Frankreich (SNEP)            | Silber                                                                 | 125.000   |
| Italien (FIMI)               | Platin                                                                 | 100.000   |
| Japan (RIAJ)                 | Gold                                                                   | 100.000   |
| Kanada (MC)                  | 2× Platin                                                              | 160.000   |
| Neuseeland (RMNZ)            | Platin                                                                 | 30.000    |
| Norwegen (IFPI)              | Platin                                                                 | 10.000    |
| Österreich (IFPI)            | Gold                                                                   | 15.000    |
| Schweden (IFPI)              | Gold                                                                   | 10.000    |
| Schweiz (IFPI)               | Gold                                                                   | 20.000    |
| Spanien (Promusicae)         | Gold                                                                   | 30.000    |
| Vereinigte Staaten (RIAA)    | Platin                                                                 | 1.000.000 |
| Vereinigtes Königreich (BPI) | 2× Platin                                                              | 1.200.000 |
| Insgesamt                    | 1× Silber · 8× Gold · 9× Platin ·                                      | 3.205.000 |

### Breathe
| Land/Region                  | Auszeichnungen für Musikverkäufe (Land/Region, Auszeichnung, Verkäufe) | Verkäufe  |
| ---------------------------- | ---------------------------------------------------------------------- | --------- |
| Australien (ARIA)            | Gold                                                                   | 35.000    |
| Dänemark (IFPI)              | Gold                                                                   | 45.000    |
| Deutschland (BVMI)           | Gold                                                                   | 150.000   |
| Neuseeland (RMNZ)            | Platin                                                                 | 30.000    |
| Norwegen (IFPI)              | Gold                                                                   | 5.000     |
| Vereinigtes Königreich (BPI) | 2× Platin                                                              | 1.200.000 |
| Insgesamt                    | 4× Gold · 3× Platin ·                                                  | 1.465.000 |

### Like Glue
| Land/Region                  | Auszeichnungen für Musikverkäufe (Land/Region, Auszeichnung, Verkäufe) | Verkäufe |
| ---------------------------- | ---------------------------------------------------------------------- | -------- |
| Kanada (MC)                  | Gold                                                                   | 5.000    |
| Vereinigtes Königreich (BPI) | Gold                                                                   | 400.000  |
| Insgesamt                    | 2× Gold ·                                                              | 405.000  |

### Baby Boy
| Land/Region                  | Auszeichnungen für Musikverkäufe (Land/Region, Auszeichnung, Verkäufe) | Verkäufe  |
| ---------------------------- | ---------------------------------------------------------------------- | --------- |
| Australien (ARIA)            | 3× Platin                                                              | 210.000   |
| Brasilien (PMB)              | Gold                                                                   | 30.000    |
| Dänemark (IFPI)              | Gold                                                                   | 45.000    |
| Deutschland (BVMI)           | Gold                                                                   | 150.000   |
| Kanada (MC)                  | Platin                                                                 | 80.000    |
| Neuseeland (RMNZ)            | Platin                                                                 | 30.000    |
| Vereinigte Staaten (RIAA)    | 2× Platin · + Platin (Mastertone)                                      | 3.000.000 |
| Vereinigtes Königreich (BPI) | Platin                                                                 | 600.000   |
| Insgesamt                    | 3× Gold · 9× Platin ·                                                  | 4.145.000 |

### I’m Still in Love with You
| Land/Region                  | Auszeichnungen für Musikverkäufe (Land/Region, Auszeichnung, Verkäufe) | Verkäufe |
| ---------------------------- | ---------------------------------------------------------------------- | -------- |
| Vereinigtes Königreich (BPI) | Gold                                                                   | 400.000  |
| Insgesamt                    | 1× Gold ·                                                              | 400.000  |

### We Be Burnin’
| Land/Region                  | Auszeichnungen für Musikverkäufe (Land/Region, Auszeichnung, Verkäufe) | Verkäufe  |
| ---------------------------- | ---------------------------------------------------------------------- | --------- |
| Dänemark (IFPI)              | Gold                                                                   | 4.000     |
| Deutschland (BVMI)           | Gold                                                                   | 150.000   |
| Japan (RIAJ)                 | Gold                                                                   | 100.000   |
| Kanada (MC)                  | Gold                                                                   | 10.000    |
| Vereinigte Staaten (RIAA)    | · Platin+ Gold (Mastertone)                                            | 1.500.000 |
| Vereinigtes Königreich (BPI) | Gold                                                                   | 400.000   |
| Insgesamt                    | 6× Gold · 1× Platin ·                                                  | 2.164.000 |

### Temperature
| Land/Region                  | Auszeichnungen für Musikverkäufe (Land/Region, Auszeichnung, Verkäufe) | Verkäufe  |
| ---------------------------- | ---------------------------------------------------------------------- | --------- |
| Australien (ARIA)            | Gold                                                                   | 35.000    |
| Dänemark (IFPI)              | Platin                                                                 | 90.000    |
| Deutschland (BVMI)           | Platin                                                                 | 600.000   |
| Italien (FIMI)               | Platin                                                                 | 100.000   |
| Japan (RIAJ)                 | Gold                                                                   | 100.000   |
| Kanada (MC)                  | 3× Platin · + 3× Platin (Ringtone)                                     | 360.000   |
| Neuseeland (RMNZ)            | 2× Platin                                                              | 60.000    |
| Schweiz (IFPI)               | Gold                                                                   | 15.000    |
| Spanien (Promusicae)         | Gold                                                                   | 30.000    |
| Vereinigte Staaten (RIAA)    | 3× Platin · + 2× Platin (Mastertone)                                   | 5.000.000 |
| Vereinigtes Königreich (BPI) | 2× Platin                                                              | 1.200.000 |
| Insgesamt                    | 4× Gold · 18× Platin ·                                                 | 7.590.000 |

### (When You Gonna) Give It Up to Me
| Land/Region                  | Auszeichnungen für Musikverkäufe (Land/Region, Auszeichnung, Verkäufe) | Verkäufe |
| ---------------------------- | ---------------------------------------------------------------------- | -------- |
| Kanada (MC)                  | Gold · + Platin (Ringtone)                                             | 80.000   |
| Vereinigte Staaten (RIAA)    | Gold (Mastertone)                                                      | 500.000  |
| Vereinigtes Königreich (BPI) | Silber                                                                 | 200.000  |
| Insgesamt                    | 1× Silber · 2× Gold · 1× Platin ·                                      | 780.000  |

### Break It Off
| Land/Region               | Auszeichnungen für Musikverkäufe (Land/Region, Auszeichnung, Verkäufe) | Verkäufe |
| ------------------------- | ---------------------------------------------------------------------- | -------- |
| Vereinigte Staaten (RIAA) | Gold                                                                   | 500.000  |
| Insgesamt                 | 1× Gold ·                                                              | 500.000  |

### So Fine
| Land/Region | Auszeichnungen für Musikverkäufe (Land/Region, Auszeichnung, Verkäufe) | Verkäufe |
| ----------- | ---------------------------------------------------------------------- | -------- |
| Kanada (MC) | Gold                                                                   | 40.000   |
| Insgesamt   | 1× Gold ·                                                              | 40.000   |

### Hold My Hand
| Land/Region       | Auszeichnungen für Musikverkäufe (Land/Region, Auszeichnung, Verkäufe) | Verkäufe |
| ----------------- | ---------------------------------------------------------------------- | -------- |
| Frankreich (SNEP) | —                                                                      | 100.200  |
| Insgesamt         | —                                                                      | 100.200  |

### Do You Remember
| Land/Region                  | Auszeichnungen für Musikverkäufe (Land/Region, Auszeichnung, Verkäufe) | Verkäufe  |
| ---------------------------- | ---------------------------------------------------------------------- | --------- |
| Australien (ARIA)            | Platin                                                                 | 70.000    |
| Neuseeland (RMNZ)            | Platin                                                                 | 30.000    |
| Vereinigte Staaten (RIAA)    | 2× Platin                                                              | 2.000.000 |
| Vereinigtes Königreich (BPI) | Gold                                                                   | 400.000   |
| Insgesamt                    | 1× Gold · 4× Platin ·                                                  | 2.500.000 |

### Got 2 Luv U
| Land/Region                  | Auszeichnungen für Musikverkäufe (Land/Region, Auszeichnung, Verkäufe) | Verkäufe |
| ---------------------------- | ---------------------------------------------------------------------- | -------- |
| Australien (ARIA)            | Platin                                                                 | 70.000   |
| Deutschland (BVMI)           | Platin                                                                 | 300.000  |
| Frankreich (SNEP)            | —                                                                      | 92.500   |
| Kanada (MC)                  | Gold                                                                   | 40.000   |
| Österreich (IFPI)            | Gold                                                                   | 15.000   |
| Schweiz (IFPI)               | 2× Platin                                                              | 60.000   |
| Spanien (Promusicae)         | Gold                                                                   | 20.000   |
| Vereinigtes Königreich (BPI) | Gold                                                                   | 400.000  |
| Insgesamt                    | 4× Gold · 4× Platin ·                                                  | 997.500  |

### She Doesn’t Mind
| Land/Region                  | Auszeichnungen für Musikverkäufe (Land/Region, Auszeichnung, Verkäufe) | Verkäufe  |
| ---------------------------- | ---------------------------------------------------------------------- | --------- |
| Deutschland (BVMI)           | 3× Gold                                                                | 450.000   |
| Frankreich (SNEP)            | —                                                                      | 105.600   |
| Italien (FIMI)               | Platin (WM Germany) · + Gold (Atlantic Records)                        | 125.000   |
| Kanada (MC)                  | Platin                                                                 | 80.000    |
| Österreich (IFPI)            | Platin                                                                 | 30.000    |
| Schweden (IFPI)              | Platin                                                                 | 40.000    |
| Schweiz (IFPI)               | 2× Platin                                                              | 60.000    |
| Spanien (Promusicae)         | Gold                                                                   | 30.000    |
| Vereinigtes Königreich (BPI) | Platin                                                                 | 600.000   |
| Insgesamt                    | 3× Gold · 8× Platin ·                                                  | 1.520.600 |

### Summer Paradise
| Land/Region                  | Auszeichnungen für Musikverkäufe (Land/Region, Auszeichnung, Verkäufe) | Verkäufe |
| ---------------------------- | ---------------------------------------------------------------------- | -------- |
| Australien (ARIA)            | 2× Platin                                                              | 140.000  |
| Deutschland (BVMI)           | Gold                                                                   | 150.000  |
| Frankreich (SNEP)            | —                                                                      | 47.400   |
| Italien (FIMI)               | Platin                                                                 | 30.000   |
| Kanada (MC)                  | 3× Platin                                                              | 240.000  |
| Österreich (IFPI)            | Gold                                                                   | 15.000   |
| Schweiz (IFPI)               | Platin                                                                 | 30.000   |
| Vereinigtes Königreich (BPI) | Silber                                                                 | 200.000  |
| Insgesamt                    | 1× Silber · 2× Gold · 7× Platin ·                                      | 852.400  |

### She Makes Me Go
| Land/Region        | Auszeichnungen für Musikverkäufe (Land/Region, Auszeichnung, Verkäufe) | Verkäufe |
| ------------------ | ---------------------------------------------------------------------- | -------- |
| Deutschland (BVMI) | Gold                                                                   | 150.000  |
| Frankreich (SNEP)  | —                                                                      | 30.400   |
| Schweiz (IFPI)     | Gold                                                                   | 15.000   |
| Insgesamt          | 2× Gold ·                                                              | 195.400  |

### What About Us
| Land/Region                  | Auszeichnungen für Musikverkäufe (Land/Region, Auszeichnung, Verkäufe) | Verkäufe |
| ---------------------------- | ---------------------------------------------------------------------- | -------- |
| Neuseeland (RMNZ)            | Gold                                                                   | 15.000   |
| Vereinigtes Königreich (BPI) | Platin                                                                 | 600.000  |
| Insgesamt                    | 1× Gold · 1× Platin ·                                                  | 615.000  |

### Other Side of Love
| Land/Region                  | Auszeichnungen für Musikverkäufe (Land/Region, Auszeichnung, Verkäufe) | Verkäufe |
| ---------------------------- | ---------------------------------------------------------------------- | -------- |
| Vereinigtes Königreich (BPI) | Silber                                                                 | 200.000  |
| Insgesamt                    | 1× Silber ·                                                            | 200.000  |

### Passion Whine
| Land/Region               | Auszeichnungen für Musikverkäufe (Land/Region, Auszeichnung, Verkäufe) | Verkäufe |
| ------------------------- | ---------------------------------------------------------------------- | -------- |
| Vereinigte Staaten (RIAA) | 3× Platin                                                              | 180.000  |
| Insgesamt                 | 3× Platin ·                                                            | 180.000  |

### Come On To Me
| Land/Region       | Auszeichnungen für Musikverkäufe (Land/Region, Auszeichnung, Verkäufe) | Verkäufe |
| ----------------- | ---------------------------------------------------------------------- | -------- |
| Frankreich (SNEP) | —                                                                      | 30.300   |
| Insgesamt         | —                                                                      | 30.300   |

### Bailando
| Land/Region                  | Auszeichnungen für Musikverkäufe (Land/Region, Auszeichnung, Verkäufe) | Verkäufe  |
| ---------------------------- | ---------------------------------------------------------------------- | --------- |
| Belgien (BRMA)               | Platin                                                                 | 30.000    |
| Deutschland (BVMI)           | Gold                                                                   | 150.000   |
| Frankreich (SNEP)            | —                                                                      | 30.000    |
| Kanada (MC)                  | 2× Platin                                                              | 160.000   |
| Portugal (AFP)               | Gold                                                                   | 5.000     |
| Schweden (IFPI)              | Platin                                                                 | 40.000    |
| Vereinigte Staaten (RIAA)    | 4× Platin                                                              | 4.000.000 |
| Vereinigtes Königreich (BPI) | Platin                                                                 | 600.000   |
| Insgesamt                    | 2× Gold · 9× Platin ·                                                  | 5.015.000 |

### Dangerous Love
| Land/Region                  | Auszeichnungen für Musikverkäufe (Land/Region, Auszeichnung, Verkäufe) | Verkäufe |
| ---------------------------- | ---------------------------------------------------------------------- | -------- |
| Vereinigtes Königreich (BPI) | Platin                                                                 | 600.000  |
| Insgesamt                    | 1× Platin ·                                                            | 600.000  |

### Ebony Eyes
| Land/Region  | Auszeichnungen für Musikverkäufe (Land/Region, Auszeichnung, Verkäufe) | Verkäufe |
| ------------ | ---------------------------------------------------------------------- | -------- |
| Polen (ZPAV) | Gold                                                                   | 10.000   |
| Insgesamt    | 1× Gold ·                                                              | 10.000   |

### Love Song to the Earth
| Land/Region               | Auszeichnungen für Musikverkäufe (Land/Region, Auszeichnung, Verkäufe) | Verkäufe |
| ------------------------- | ---------------------------------------------------------------------- | -------- |
| Vereinigte Staaten (RIAA) | —                                                                      | 11.000   |
| Insgesamt                 | —                                                                      | 11.000   |

### Make My Love Go
| Land/Region                  | Auszeichnungen für Musikverkäufe (Land/Region, Auszeichnung, Verkäufe) | Verkäufe |
| ---------------------------- | ---------------------------------------------------------------------- | -------- |
| Deutschland (BVMI)           | Gold                                                                   | 200.000  |
| Niederlande (NVPI)           | Platin                                                                 | 40.000   |
| Schweden (IFPI)              | Gold                                                                   | 20.000   |
| Vereinigtes Königreich (BPI) | Silber                                                                 | 200.000  |
| Insgesamt                    | 1× Silber · 2× Gold · 1× Platin ·                                      | 460.000  |

### Cheap Thrills (Remix)
| Land/Region                  | Auszeichnungen für Musikverkäufe (Land/Region, Auszeichnung, Verkäufe) | Verkäufe   |
| ---------------------------- | ---------------------------------------------------------------------- | ---------- |
| Australien (ARIA)            | 4× Platin                                                              | 280.000    |
| Belgien (BRMA)               | 3× Platin                                                              | 90.000     |
| Dänemark (IFPI)              | 4× Platin                                                              | 360.000    |
| Deutschland (BVMI)           | Diamant                                                                | 1.000.000  |
| Frankreich (SNEP)            | —                                                                      | 113.200    |
| Irland (IRMA)                | Platin                                                                 | 15.000     |
| Italien (FIMI)               | Diamant                                                                | 500.000    |
| Kanada (MC)                  | Diamant                                                                | 800.000    |
| Mexiko (AMPROFON)            | 2× Diamant · + Gold                                                    | 630.000    |
| Neuseeland (RMNZ)            | 6× Platin                                                              | 180.000    |
| Österreich (IFPI)            | Platin                                                                 | 30.000     |
| Polen (ZPAV)                 | 2× Diamant                                                             | 200.000    |
| Portugal (AFP)               | 2× Platin                                                              | 20.000     |
| Schweden (IFPI)              | 4× Platin                                                              | 160.000    |
| Spanien (Promusicae)         | 5× Platin                                                              | 400.000    |
| Vereinigte Staaten (RIAA)    | 9× Platin                                                              | 9.000.000  |
| Vereinigtes Königreich (BPI) | 5× Platin                                                              | 3.000.000  |
| Insgesamt                    | 1× Gold · 44× Platin · 7× Diamant ·                                    | 16.578.200 |

### Lay You Down Easy
| Land/Region  | Auszeichnungen für Musikverkäufe (Land/Region, Auszeichnung, Verkäufe) | Verkäufe |
| ------------ | ---------------------------------------------------------------------- | -------- |
| Kanada (MC)  | Platin                                                                 | 80.000   |
| Polen (ZPAV) | Gold                                                                   | 10.000   |
| Insgesamt    | 1× Gold · 1× Platin ·                                                  | 90.000   |

### Hair
| Land/Region                  | Auszeichnungen für Musikverkäufe (Land/Region, Auszeichnung, Verkäufe) | Verkäufe |
| ---------------------------- | ---------------------------------------------------------------------- | -------- |
| Neuseeland (RMNZ)            | Platin                                                                 | 30.000   |
| Niederlande (NVPI)           | Gold                                                                   | 20.000   |
| Vereinigtes Königreich (BPI) | Platin                                                                 | 600.000  |
| Insgesamt                    | 1× Gold · 2× Platin ·                                                  | 650.000  |

### Trumpets
| Land/Region        | Auszeichnungen für Musikverkäufe (Land/Region, Auszeichnung, Verkäufe) | Verkäufe |
| ------------------ | ---------------------------------------------------------------------- | -------- |
| Niederlande (NVPI) | Platin                                                                 | 40.000   |
| Insgesamt          | 1× Platin ·                                                            | 40.000   |

### Rockabye
| Land/Region                  | Auszeichnungen für Musikverkäufe (Land/Region, Auszeichnung, Verkäufe) | Verkäufe  |
| ---------------------------- | ---------------------------------------------------------------------- | --------- |
| Australien (ARIA)            | 5× Platin                                                              | 350.000   |
| Belgien (BRMA)               | 2× Platin                                                              | 60.000    |
| Dänemark (IFPI)              | 3× Platin                                                              | 270.000   |
| Deutschland (BVMI)           | 2× Platin                                                              | 800.000   |
| Frankreich (SNEP)            | Diamant                                                                | 233.333   |
| Italien (FIMI)               | 7× Platin                                                              | 350.000   |
| Kanada (MC)                  | 9× Platin                                                              | 720.000   |
| Neuseeland (RMNZ)            | 4× Platin                                                              | 120.000   |
| Niederlande (NVPI)           | 5× Platin                                                              | 400.000   |
| Norwegen (IFPI)              | 4× Platin                                                              | 160.000   |
| Österreich (IFPI)            | Platin                                                                 | 30.000    |
| Polen (ZPAV)                 | 3× Diamant                                                             | 750.000   |
| Portugal (AFP)               | 2× Platin                                                              | 20.000    |
| Schweiz (IFPI)               | 2× Platin                                                              | 60.000    |
| Spanien (Promusicae)         | 4× Platin                                                              | 160.000   |
| Vereinigte Staaten (RIAA)    | 3× Platin                                                              | 3.000.000 |
| Vereinigtes Königreich (BPI) | 4× Platin                                                              | 2.400.000 |
| Insgesamt                    | 57× Platin · 4× Diamant ·                                              | 9.883.333 |

### No Lie
| Land/Region                  | Auszeichnungen für Musikverkäufe (Land/Region, Auszeichnung, Verkäufe) | Verkäufe  |
| ---------------------------- | ---------------------------------------------------------------------- | --------- |
| Brasilien (PMB)              | Diamant                                                                | 250.000   |
| Dänemark (IFPI)              | Platin                                                                 | 90.000    |
| Deutschland (BVMI)           | 3× Gold                                                                | 600.000   |
| Frankreich (SNEP)            | Diamant                                                                | 333.333   |
| Italien (FIMI)               | 4× Platin                                                              | 200.000   |
| Kanada (MC)                  | Platin                                                                 | 80.000    |
| Neuseeland (RMNZ)            | 2× Platin                                                              | 60.000    |
| Niederlande (NVPI)           | Platin                                                                 | 40.000    |
| Österreich (IFPI)            | Platin                                                                 | 30.000    |
| Polen (ZPAV)                 | 3× Platin                                                              | 60.000    |
| Portugal (AFP)               | Platin                                                                 | 10.000    |
| Spanien (Promusicae)         | Platin                                                                 | 60.000    |
| Vereinigtes Königreich (BPI) | 2× Platin                                                              | 1.200.000 |
| Insgesamt                    | 1× Gold · 18× Platin · 2× Diamant ·                                    | 3.013.333 |

### Body
| Land/Region | Auszeichnungen für Musikverkäufe (Land/Region, Auszeichnung, Verkäufe) | Verkäufe |
| ----------- | ---------------------------------------------------------------------- | -------- |
| Kanada (MC) | Gold                                                                   | 40.000   |
| Insgesamt   | 1× Gold ·                                                              | 40.000   |

### Súbeme la radio (Remix)
| Land/Region                  | Auszeichnungen für Musikverkäufe (Land/Region, Auszeichnung, Verkäufe) | Verkäufe |
| ---------------------------- | ---------------------------------------------------------------------- | -------- |
| Vereinigtes Königreich (BPI) | Platin                                                                 | 600.000  |
| Insgesamt                    | 1× Platin ·                                                            | 600.000  |

### Mad Love
| Land/Region                  | Auszeichnungen für Musikverkäufe (Land/Region, Auszeichnung, Verkäufe) | Verkäufe  |
| ---------------------------- | ---------------------------------------------------------------------- | --------- |
| Brasilien (PMB)              | 2× Platin                                                              | 80.000    |
| Dänemark (IFPI)              | Gold                                                                   | 45.000    |
| Deutschland (BVMI)           | Gold                                                                   | 200.000   |
| Frankreich (SNEP)            | Platin                                                                 | 200.000   |
| Italien (FIMI)               | Platin                                                                 | 50.000    |
| Kanada (MC)                  | Platin                                                                 | 80.000    |
| Polen (ZPAV)                 | 2× Platin                                                              | 40.000    |
| Spanien (Promusicae)         | Platin                                                                 | 40.000    |
| Vereinigtes Königreich (BPI) | Gold                                                                   | 400.000   |
| Insgesamt                    | 3× Gold · 8× Platin ·                                                  | 1.135.000 |

### Hey DJ (Remix)
| Land/Region          | Auszeichnungen für Musikverkäufe (Land/Region, Auszeichnung, Verkäufe) | Verkäufe |
| -------------------- | ---------------------------------------------------------------------- | -------- |
| Brasilien (PMB)      | Gold                                                                   | 20.000   |
| Frankreich (SNEP)    | Platin                                                                 | 200.000  |
| Italien (FIMI)       | Gold                                                                   | 25.000   |
| Portugal (AFP)       | Platin                                                                 | 10.000   |
| Spanien (Promusicae) | Gold                                                                   | 30.000   |
| Insgesamt            | 3× Gold · 2× Platin ·                                                  | 285.000  |

### Boasty
| Land/Region                  | Auszeichnungen für Musikverkäufe (Land/Region, Auszeichnung, Verkäufe) | Verkäufe |
| ---------------------------- | ---------------------------------------------------------------------- | -------- |
| Frankreich (SNEP)            | Gold                                                                   | 100.000  |
| Vereinigtes Königreich (BPI) | Platin                                                                 | 600.000  |
| Insgesamt                    | 1× Gold · 1× Platin ·                                                  | 700.000  |

### Contra la pared
| Land/Region               | Auszeichnungen für Musikverkäufe (Land/Region, Auszeichnung, Verkäufe) | Verkäufe |
| ------------------------- | ---------------------------------------------------------------------- | -------- |
| Italien (FIMI)            | Platin                                                                 | 50.000   |
| Mexiko (AMPROFON)         | Gold                                                                   | 30.000   |
| Spanien (Promusicae)      | 2× Platin                                                              | 80.000   |
| Vereinigte Staaten (RIAA) | 3× Platin                                                              | 180.000  |
| Insgesamt                 | 1× Gold · 6× Platin ·                                                  | 340.000  |

### Fuego
| Land/Region     | Auszeichnungen für Musikverkäufe (Land/Region, Auszeichnung, Verkäufe) | Verkäufe |
| --------------- | ---------------------------------------------------------------------- | -------- |
| Brasilien (PMB) | Diamant                                                                | 160.000  |
| Portugal (AFP)  | Gold                                                                   | 5.000    |
| Insgesamt       | 1× Gold · 1× Diamant ·                                                 | 165.000  |

### Dancing on Dangerous
| Land/Region       | Auszeichnungen für Musikverkäufe (Land/Region, Auszeichnung, Verkäufe) | Verkäufe |
| ----------------- | ---------------------------------------------------------------------- | -------- |
| Frankreich (SNEP) | Gold                                                                   | 100.000  |
| Italien (FIMI)    | Platin                                                                 | 70.000   |
| Insgesamt         | 1× Gold · 1× Platin ·                                                  | 170.000  |

### Go Down Deh
| Land/Region       | Auszeichnungen für Musikverkäufe (Land/Region, Auszeichnung, Verkäufe) | Verkäufe |
| ----------------- | ---------------------------------------------------------------------- | -------- |
| Frankreich (SNEP) | Gold                                                                   | 100.000  |
| Kanada (MC)       | Platin                                                                 | 80.000   |
| Polen (ZPAV)      | Platin                                                                 | 50.000   |
| Insgesamt         | 1× Gold · 2× Platin ·                                                  | 230.000  |

### Boca
| Land/Region    | Auszeichnungen für Musikverkäufe (Land/Region, Auszeichnung, Verkäufe) | Verkäufe |
| -------------- | ---------------------------------------------------------------------- | -------- |
| Italien (FIMI) | Gold                                                                   | 35.000   |
| Insgesamt      | 1× Gold ·                                                              | 35.000   |

### Dynamite
| Land/Region       | Auszeichnungen für Musikverkäufe (Land/Region, Auszeichnung, Verkäufe) | Verkäufe |
| ----------------- | ---------------------------------------------------------------------- | -------- |
| Frankreich (SNEP) | Gold                                                                   | 100.000  |
| Insgesamt         | 1× Gold ·                                                              | 100.000  |

### Niña bonita
| Land/Region               | Auszeichnungen für Musikverkäufe (Land/Region, Auszeichnung, Verkäufe) | Verkäufe |
| ------------------------- | ---------------------------------------------------------------------- | -------- |
| Spanien (Promusicae)      | 2× Platin                                                              | 120.000  |
| Vereinigte Staaten (RIAA) | 4× Platin                                                              | 240.000  |
| Zentralamerika (CFC)      | 2× Platin                                                              | 140.000  |
| Insgesamt                 | 8× Platin ·                                                            | 500.000  |

### Get Busy (Odd Mob Club Mix)
| Land/Region       | Auszeichnungen für Musikverkäufe (Land/Region, Auszeichnung, Verkäufe) | Verkäufe |
| ----------------- | ---------------------------------------------------------------------- | -------- |
| Australien (ARIA) | Gold                                                                   | 35.000   |
| Insgesamt         | 1× Gold ·                                                              | 35.000   |

## Auszeichnungen nach Liedern

### Shake Señora
| Land/Region               | Auszeichnungen für Musikverkäufe (Land/Region, Auszeichnung, Verkäufe) | Verkäufe  |
| ------------------------- | ---------------------------------------------------------------------- | --------- |
| Vereinigte Staaten (RIAA) | Platin                                                                 | 1.000.000 |
| Insgesamt                 | 1× Platin ·                                                            | 1.000.000 |

### Buscando huellas
| Land/Region          | Auszeichnungen für Musikverkäufe (Land/Region, Auszeichnung, Verkäufe) | Verkäufe |
| -------------------- | ---------------------------------------------------------------------- | -------- |
| Spanien (Promusicae) | Gold                                                                   | 30.000   |
| Insgesamt            | 1× Gold ·                                                              | 30.000   |

### Kármika
| Land/Region          | Auszeichnungen für Musikverkäufe (Land/Region, Auszeichnung, Verkäufe) | Verkäufe |
| -------------------- | ---------------------------------------------------------------------- | -------- |
| Spanien (Promusicae) | Platin                                                                 | 60.000   |
| Insgesamt            | 1× Platin ·                                                            | 60.000   |

## Auszeichnungen nach Autorenbeteiligungen

### 2 On (Tinashe)
| Land/Region                  | Auszeichnungen für Musikverkäufe (Land/Region, Auszeichnung, Verkäufe) | Verkäufe  |
| ---------------------------- | ---------------------------------------------------------------------- | --------- |
| Australien (ARIA)            | Platin                                                                 | 70.000    |
| Kanada (MC)                  | Gold                                                                   | 40.000    |
| Vereinigte Staaten (RIAA)    | Platin                                                                 | 1.000.000 |
| Vereinigtes Königreich (BPI) | Gold                                                                   | 400.000   |
| Insgesamt                    | 2× Gold · 2× Platin ·                                                  | 1.510.000 |

## Auszeichnungen nach Musikstreamings

### She Doesn’t Mind
| Land/Region     | Auszeichnungen für Musikverkäufe (Land/Region, Auszeichnung, Verkäufe) | Verkäufe  |
| --------------- | ---------------------------------------------------------------------- | --------- |
| Dänemark (IFPI) | Platin                                                                 | 1.800.000 |
| Insgesamt       | 1× Platin ·                                                            | 1.800.000 |

### Summer Paradise
| Land/Region     | Auszeichnungen für Musikverkäufe (Land/Region, Auszeichnung, Verkäufe) | Verkäufe  |
| --------------- | ---------------------------------------------------------------------- | --------- |
| Dänemark (IFPI) | Platin                                                                 | 1.800.000 |
| Insgesamt       | 1× Platin ·                                                            | 1.800.000 |

### Rockabye
| Land/Region  | Auszeichnungen für Musikverkäufe (Land/Region, Auszeichnung, Verkäufe) | Verkäufe   |
| ------------ | ---------------------------------------------------------------------- | ---------- |
| Japan (RIAJ) | Gold                                                                   | 50.000.000 |
| Insgesamt    | 1× Gold ·                                                              | 50.000.000 |

## Statistik und Quellen
| Land/RegionAuszeichnungen für Musikverkäufe (Land/Region, Auszeichnungen, Verkäufe, Quellen) | Silber     | Gold       | Platin         | Diamant       | Verkäufe    | Quellen                                                     |
| -------------------------------------------------------------------------------------------- | ---------- | ---------- | -------------- | ------------- | ----------- | ----------------------------------------------------------- |
| Argentinien (CAPIF)                                                                          | —          | Gold1      | —              | —             | 20.000      | capif.org.ar (Memento vom 6. Juli 2011 im Internet Archive) |
| Australien (ARIA)                                                                            | —          | 5× Gold5   | 17× Platin17   | —             | 1.365.000   | aria.com.au                                                 |
| Belgien (BRMA)                                                                               | —          | 2× Gold2   | 6× Platin6     | —             | 230.000     | ultratop.be                                                 |
| Brasilien (PMB)                                                                              | —          | 2× Gold2   | 2× Platin2     | 2× Diamant2   | 540.000     | pro-musicabr.org.br                                         |
| Dänemark (IFPI)                                                                              | —          | 6× Gold6   | 11× Platin11   | —             | 1.019.000   | ifpi.dk                                                     |
| Deutschland (BVMI)                                                                           | —          | 12× Gold12 | 8× Platin8     | Diamant1      | 5.850.000   | musikindustrie.de                                           |
| Europa (IFPI)                                                                                | —          | —          | 3× Platin3     | —             | (3.000.000) | ifpi.org (Memento vom 1. Januar 2014 im Internet Archive)   |
| Frankreich (SNEP)                                                                            | Silber1    | 8× Gold8   | 4× Platin4     | 2× Diamant2   | 2.721.266   | infodisc.fr snepmusique.com                                 |
| Irland (IRMA)                                                                                | —          | Gold1      | Platin1        | —             | 22.500      | Einzelnachweise                                             |
| Italien (FIMI)                                                                               | —          | 3× Gold3   | 18× Platin18   | Diamant1      | 1.995.000   | fimi.it                                                     |
| Japan (RIAJ)                                                                                 | —          | 4× Gold4   | 2× Platin2     | —             | 800.000     | riaj.or.jp JP2                                              |
| Kanada (MC)                                                                                  | —          | 8× Gold8   | 36× Platin36   | Diamant1      | 3.610.000   | musiccanada.com                                             |
| Mexiko (AMPROFON)                                                                            | —          | 3× Gold3   | —              | 2× Diamant2   | 735.000     | amprofon.com.mx                                             |
| Neuseeland (RMNZ)                                                                            | —          | 3× Gold3   | 19× Platin19   | —             | 600.000     | aotearoamusiccharts.co.nz NZ2 NZ3                           |
| Niederlande (NVPI)                                                                           | —          | 2× Gold2   | 8× Platin8     | —             | 580.000     | nvpi.nl                                                     |
| Norwegen (IFPI)                                                                              | —          | 2× Gold2   | 5× Platin5     | —             | 195.000     | ifpi.no NO2                                                 |
| Österreich (IFPI)                                                                            | —          | 4× Gold4   | 4× Platin4     | —             | 175.000     | ifpi.at                                                     |
| Polen (ZPAV)                                                                                 | —          | 2× Gold2   | 7× Platin7     | 5× Diamant5   | 1.140.000   | olis.pl                                                     |
| Portugal (AFP)                                                                               | —          | 2× Gold2   | 6× Platin6     | —             | 70.000      | Einzelnachweise                                             |
| Schweden (IFPI)                                                                              | —          | 3× Gold3   | 6× Platin6     | —             | 300.000     | sverigetopplistan.se                                        |
| Schweiz (IFPI)                                                                               | —          | 5× Gold5   | 8× Platin8     | —             | 335.000     | hitparade.ch                                                |
| Spanien (Promusicae)                                                                         | —          | 7× Gold7   | 16× Platin16   | —             | 940.000     | elportaldemusica.es ES2                                     |
| Vereinigte Staaten (RIAA)                                                                    | —          | 3× Gold3   | 45× Platin45   | —             | 37.111.000  | riaa.com                                                    |
| Vereinigtes Königreich (BPI)                                                                 | 5× Silber5 | 5× Gold5   | 30× Platin30   | —             | 20.300.000  | bpi.co.uk                                                   |
| Zentralamerika (CFC)                                                                         | —          | —          | 2× Platin2     | —             | 140.000     | cfc-musica.com                                              |
| Insgesamt                                                                                    | 6× Silber6 | 95× Gold95 | 264× Platin264 | 14× Diamant14 |             |                                                             |